# Puig Grosser
El Puig Grosser és una muntanya de 808 metres que es troba al municipi d'Espolla, a la comarca catalana de l'Alt Empordà.